# Timoclea matando al capitán de Alejandro Magno
Timoclea matando al capitán de Alejandro Magno es un cuadro de la pintora italiana Elisabetta Sirani, que realizó en 1659 y está expuesto en el Museo Nacional de Capodimonte, en Nápoles.

## Historia
Timoclea mata al capitán de Alejandro Magno (1659) es uno de los numerosos cuadros en los que Sirani, al igual que Artemisia Gentileschi, representa a personajes femeninos fuertes y valientes, extraídos de la historia de Grecia, de la historia de Roma o de la Biblia. 
Sirani representa también a menudo personajes femeninos históricos narrados por Plutarco, su escritor favorito, como en esta obra.

## Descripción
El cuadro representa a un personaje histórico que aparece en la narración de Plutarco del asedio de las tropas de Alejandro Magno contra Tebas en el año 335 a. C., en su obra Vida de Alejandro Magno.
Timoclea, una noble de Tebas, tras ser violada por un jefe militar tracio aliado de Alejandro Magno, para vengarse lo llevó a un pozo haciéndole creer que había escondidos tesoros en el interior. Cuando el capitán se inclinó para ver mejor, Timoclea lo empujó y le arrojó piedras hasta que murió. Con este gesto se ganó el respeto de Alejandro Magno quien, asombrado por el coraje y el orgullo de la mujer, le perdonó la vida y le concedió la libertad.
La pintura representa la culminación de la venganza: Timoclea levanta las piernas del capitán cuando se asoma y le empuja con fuerza hacia el agujero, mientras, el hombre intenta resistirse, agarrándose al borde del pozo de mármol, con un brazo torcido y expresión aterrorizada. Cabe destacar la minuciosidad y perfección con la que la artista pintó los músculos de las extremidades de ambos sujetos, fuertemente contraídos.
Al arrojar y matar a su violador, Timoclea, como sugiere su expresión, parece decidida y en absoluto dubitativa en su acción, tal como la historia cuenta que era el carácter de la protagonista.
Un detalle particular que merece la pena destacar es el bajorrelieve con el que está decorado el pozo: no es casualidad que represente la famosa y ficticia batalla entre Centauros y Lápitas que estalló durante la boda de Pirithous y Deidamia, durante la cual los Centauros se lanzaron con furia bestial contra los lápitas, intentando violarlos, pero fueron derrotados por estos últimos con la ayuda de Teseo. Esta es una conexión clara con la historia de Timoclea quien, a pesar de no poder escapar de la violación como ellos, se venga y derrota al atacante. En el bajorrelieve se puede ver la inscripción "Elisab. Sirani F." 